# Máriássy-kúria
A sajósenyei Máriássy-kúria egy késő 18. századi klasszicizálódó késő barokk építmény, mely a nemes és báró Máriássy-család tulajdonában volt. Az 1785–95 között készült épület L alaprajzú, Sajósenye központjában helyezkedik el. 1996-ban a Svédországban élő tulajdonos megkezdte a kúria felújítását.
Közvetlenül a ház előtt van a Rákóczi hársfa, mely természetvédelmi értéknek van nyilvánítva, 2017-ben Az Év Fája Mozgalom nevezettjei között is szerepelt.